# Zenotemide
Zenotemide (in greco antico: Ζηνόθεμις?, Zēnóthemis; fine IV secolo a.C. – III secolo a.C.) è stato un poeta greco antico.

## Biografia e opere
Zenotemide fu un poeta elegiaco, probabilmente della fine del IV o dell'inizio del III secolo a.C.
L'unico frammento testuale superstite delle sue opere è un distico elegiaco di un Periplous ("Periplo") che nomina come vicini i mitici popoli degli Issedoni e degli Arimaspi:
popolo degl'Iperborei, di Scizia 

presso le fonti.»
(trad. A. D'Andria)
Questo poema sarebbe, probabilmente, anche la fonte di riferimenti agli Iperborei, a una localizzazione delle Amazzoni in Etiopia e a pesci in un lago della Peonia che venivano dati vivi in pasto al bestiame.